# نوريهيرو نيشي
نوريهيرو نيشي (西 紀 寛)، ولد في 9 مايو 1980 هو لاعب كرة قدم ياباني .شارك 5 مرات مع المنتخب الوطني الياباني ولعب مؤخرا لالشرطة المتحدة.

## روابط خارجية
1. ↑  "معلومات عن نوريهيرو نيشي على موقع transfermarkt.com". transfermarkt.com. مؤرشف من الأصل في 2020-03-31.
2. ↑  "معلومات عن نوريهيرو نيشي على موقع int.soccerway.com". int.soccerway.com. مؤرشف من الأصل في 2016-04-20.
3. ↑  "معلومات عن نوريهيرو نيشي على موقع scoresway.com". scoresway.com. مؤرشف من الأصل في 2018-02-26.

- نوريهيرو نيشي على موقع الاتحاد الدولي (مؤرشف)  (الإنجليزية)
- نوريهيرو نيشي على موقع رابطة كرة القدم اليابانية للمحترفين (اليابانية)
- نوريهيرو نيشي على موقع قاعدة بيانات كرة القدم.إي يو (الإنجليزية)
- نوريهيرو نيشي على موقع ناشيونال فوتبول تيمز (الإنجليزية)
- نوريهيرو نيشي على موقع Soccerway.com (الإنجليزية)
- نوريهيرو نيشي على موقع عالم كرة القدم.نت (الإنجليزية)
- نوريهيرو نيشي على موقع أوليمبيديا (الإنجليزية)